# Ćišinski-Preis
Der Ćišinski-Preis (obersorbisch Myto Ćišinskeho, niedersorbisch Myto Ćišinskego) ist die höchste Auszeichnung der Sorben, mit der Persönlichkeiten geehrt werden, die sich um deren Kultur verdient gemacht haben. Er wird seit 1995 von der Stiftung für das sorbische Volk vergeben und ist nach dem sorbischen Dichter Jakub Bart-Ćišinski benannt. Von 1956 bis 1990 wurde er als staatliche Auszeichnung der DDR vergeben.

## Geschichte

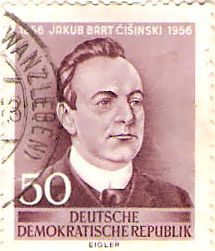
Bart-Ćišinski auf einer DDR-Briefmarke

Der Ćišinski-Preis wurde am 28. Juli 1956 als staatlicher Preis der DDR gestiftet. Die Verleihung erfolgte alle zwei Jahre durch den Minister für Kultur. Mit dem  Ćišinski-Preis sollten Personen gewürdigt werden, die sich für Kultur, Literatur und Sprache der Sorben und Wenden einsetzen. Daher erhielten nicht nur Sorben den Ćišinski-Preis, sondern auch Deutsche konnten ihn durch ihr Engagement für sorbische Angelegenheiten verliehen bekommen.  Seit 1982 wurde der Preis im Geburtsort von Jakub Bart-Ćišinski in Panschwitz-Kuckau verliehen. Als staatliche Auszeichnung der DDR wurde er zuletzt im Jahr 1990 durch die Regierung de Maizière verliehen, danach ruhte die Preisvergabe.
Seit 1995 erfolgt die Vergabe des  Ćišinski-Preises durch die Stiftung für das sorbische Volk. Der Preis wird in der Regel alle zwei Jahre verliehen. Es werden herausragende Leistungen auf dem Gebiet der sorbischen Kultur, Kunst und Wissenschaft gewürdigt und vielversprechende Anfänge in diesen Bereichen gefördert. Er besteht aus einem Hauptpreis (dotiert mit 12.000 Euro) und einem Förderpreis (dotiert mit 4.000 Euro). Der Ćišinski-Preis und der Förderpreis zum Ćišinski-Preis werden nicht öffentlich ausgeschrieben. Eine Bewerbung ist nicht möglich. Über die Zuerkennung entscheidet ein Kuratorium.
Der Stiftungsrat der Stiftung für das sorbische Volk hat am 20. Mai 2021 für den Zeitraum von 2021 bis 2026 folgende Zusammensetzung des Kuratoriums bestätigt:
- Susann Schenk – Vorsitzende des Stiftungsrates
- Manfred Hermaš/Manfred Hermasch – Vertreter der Domowina (Oberlausitz)
- Marion Stenselowa/Marion Stensel – Vertreterin der Domowina (Niederlausitz)
- Jan Bělk/Jan Bilk – Vertreter des Sorbischen Künstlerbundes
- Měrana Cušcyna/Mirana Zuschke – Vertreterin der Maćica Serbska
- Martina Nowakojc/Martina Noack – Vertreterin der Maśica Serbska
- Leńka Thomasowa/Lenka Thomas – Vertreterin des Bundes sorbischer Gesangvereine
- dr. Jana Šołćina/Dr. Jana Schulz – Vertreterin des Sorbischen Schulvereins

## Träger der Auszeichnung (u.a.)

### 1956–1990
- 1956: Jan Paul Nagel (1934–1997)
- 1957: Kurt Krjeńc (1907–1978)
- 1958: Pawoł Nedo (1908–1984)
- 1959: Měrćin Nowak-Njechorński (1900–1990); Horst Schlossar (1903–1964)
- 1960: Frido Mětšk (1916–1990)
- 1962: Jurij Brězan (1916–2006); Marja Kubašec (1890–1976)
- 1964: Mina Witkojc (1893–1975), Jan Cyž (1898–1985)
- 1966: 1. Preis: Michał Nawka (1885–1968), Jan Bulank (1931–2002), Jurij Wuješ (1905–1968); 2. Preis: Jurij Měrćin (1924–1977)
- 1968: 1. Preis: Jurij Wjela (1892–1969)
- 1970: 1. Preis: Pawoł Nowotny (1912–2010); Jan Rawp (1928–2007); Beno Šram (1924–2016); 2. Preis: Wylem Šybaŕ (1887–1974); Józef Nowak (1895–1978); Juraj Kubánka (* 1928)
- 1972: 1. Preis: Płomjo/Płomje – sorbischsprachige Kinder- und Pionierzeitschriften für sorbische und sorbischlernende Kinder in der DDR; Jan Meškank (1905–1972); 2. Preis: Beno Šołta; Achim Brankačk (1926–2013)
- 1974: 1. Preis: Jurij Koch (* 1936); 2. Preis:  Měrćin Benada; Jan Kósk
- 1976: 1. Preis: Chór „Budyšin“; Förderpreis: Jěwa Wórša Lanzyna (1928–2020); Steffen Lange; Pawoł Völkel; Rozhlad
- 1978: 1. Preis: Pětr Malink (1931–1984), Jurij Grós (1931–2019); 2. Preis: Detlef Kobjela (1944–2018); Pawoł Kmječ, Jurij Wowčer; Jan Hempel; Jarmila Vrchotová: Ladislav Vrchota
- 1980: 1. Preis: Hinc Šewc (1927–2021), Ludowy-Chór „Meja“; 2. Preis: Alfons Janca; Hańža Bjeńšowa: Anton Nawka: Arnošt Kowar
- 1982: 1. Preis: Kurt Löffler (* 1932); Hanka Krawcec (1901–1990); Jan Šołta (1921–2004); Jan Handrik (1924–2015), Chór „Lipa“; 2. Preis: Cyril Kola (* 1927)
- 1984: 1. Preis: Jěwa Wórša Lanzyna (1928–2020); 2. Preis: Serbski muski chór „Delany“; Helmut Faska (1932–2024); Józef Frencl
- 1986: 1. Preis: Měrćin Kasper (1929–2011), Jan Pawoł Nagel (1934–1997); 2. Preis: Konstantin Trofimowič; Jan Buk (1922–2019); Chór SPW „Jakub Bart-Ćišinski“ Pančicy-Kukow; Chór SPW Worklecy
- 1988: 1. Preis: Alfons Janca (1933–1989), Jan Kósk (1930–1997); 2. Preis: Jan Wornar (1934–1999)
- 1990: 1. Preis: Kito Lorenc (1938–2017), Měrćin Salowski (1932–2010); 2. Preis: Bohumila Šretrová; Křesćan Bart; Jan Mahr; Měrćin Słodenk; Hana Tilichowa: Lotar Balko; Maks Donat

### Seit 1995
- 1995: Hauptpreis: Anton Nawka (1913–1998); Förderpreis: Róža Domašcyna (* 1951)
- 1997: Hauptpreis: Herbert Noack (Herbert Nowak; 1916–2011); Förderpreis: Fred Pötschke (* 1962)
- 1999: Hauptpreis: Alfons Frencl (1946–2015); Förderpreis: Jan Cyž (* 1955)
- 2001: Hauptpreis: Manfred Starosta (* 1941); Förderpreis: Niedersorbisches Kinderensemble
- 2003: Hauptpreis: Maria Ulbrich (1927–2013); Förderpreis: Měrana Cušcyna (Mirana Zuschke; * 1961)
- 2005: Hauptpreis: Peter Jannasch (Pětš Janaš; 1933–2021); Förderpreis: Tanja Donath (* 1971)
- 2009: Hauptpreis: Měto Pernak (1938–2019); Förderpreis: István Kobjela (* 1977)
- 2011: Hauptpreis: Benedikt Dyrlich (* 1950); Förderpreis: Jěwa-Marja Čornakec (* 1959)
- 2013: Hauptpreis: Beno Budar (1946–2023); Förderpreis: Michał Cyž (* 1977)
- 2015: Hauptpreis: Manfred Ladusch (Manfred Laduš; * 1941); Förderpreis: Sebastian Elikowski-Winkler (* 1978)
- 2017: Hauptpreis: Juro Mětšk (1954–2022); Förderpreis: Lubina Hajduk-Veljković (* 1976)
- 2019: Hauptpreis: Maria Elikowska-Winkler (* 1951); Förderpreis: Radio Satkula
- 2021: Hauptpreis: Trudla Malinkowa (* 1955) und Jan Malink (* 1956); Förderpreis: Jadwiga Kaulfürst (* 1976) und Fabian Kaulfürst (* 1978)
- 2023: Hauptpreis: Jurij Wuschansky (Jurij Łušćanski; * 1951); Förderpreis: Gregor Kliem (* 1990)
- 2025: Hauptpreis: Měrćin Weclich (Martin Wetzlich; * 1957); Förderpreis: Julian Nyča (Julian Nitzsche; * 1988)[3]